# 焦電素子

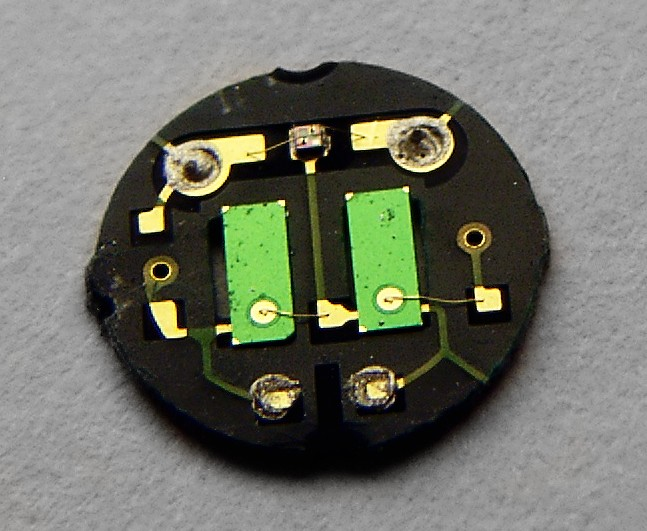
人体検出用赤外線センサの焦電素子

焦電素子（しょうでんそし、英語: Pyroelectric sensor）は、焦電効果によって赤外線を含む光を検出する素子である。人体検出用赤外線センサに用いられることが多い。
焦電効果は温度の変化に応じて、自発分極をもつセラミック（チタン酸ジルコン酸鉛 (PZT) など）の表面に帯電する電荷が増減する現象である。焦電素子は光を単に熱源として用いており、素子自体の波長依存性が低いため、外部に用意したフィルタによって容易に必要な波長を選ぶことができるのが特長である。また安価であることも特長である。一方、応答時間は比較的長い。
PZT等を原料とする板（焦電体板）、焦電体板に並列に挿入された高抵抗、焦電体板の高い出力インピーダンスを下げるための電界効果トランジスタを一つのパッケージに封入してある。焦電体板表面には光の吸収と電気的な接続のための電極が貼られている。電極は受光側とその裏側に対になって貼られ、この対の個数で焦電素子は分類される。人体検出用には、二組の電極対を持つデュアル素子が用いられる。二組の電極の対は逆向きの極性をもって接続されるので、両者に同時に光が当たると電圧が打ち消し合い出力が得られない。人体の運動などにより光の量に偏りが発生すると出力が得られる。他にも電極対が一組のシングル素子、四組のクワド素子があり、前者はガス分析等、後者は人体検出等に用いられる。